# Idiops curvipes
Idiops curvipes är en spindelart som först beskrevs av Tord Tamerlan Teodor Thorell 1899.  Idiops curvipes ingår i släktet Idiops och familjen Idiopidae.
Artens utbredningsområde är Kamerun. Inga underarter finns listade i Catalogue of Life.